# Jean Vallastre
Jean Vallastre, ou Jean-Baptiste Vallastre, né le 5 février 1765 à Théding (duché de Lorraine) et mort le 31 janvier 1833 à Strasbourg, est un sculpteur français.
Issu d'une lignée familiale d'artistes originaires du Vorarlberg, qui exercèrent leur œuvre dans l'Est de la France, il laisse un héritage riche et varié.

## Biographie

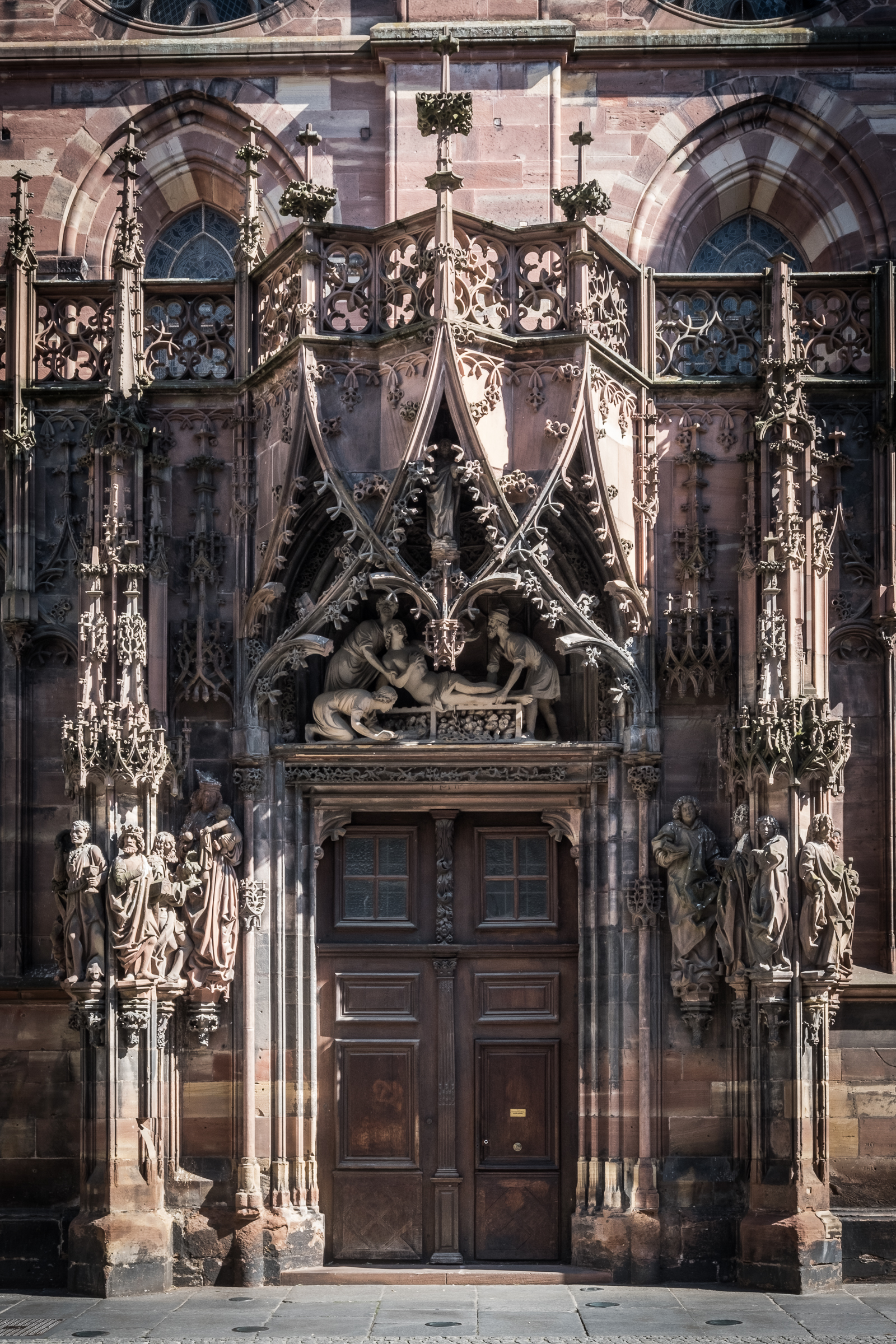
Cathédrale de Strasbourg, portail de la chapelle Saint-Laurent restauré par Jean Vallastre.

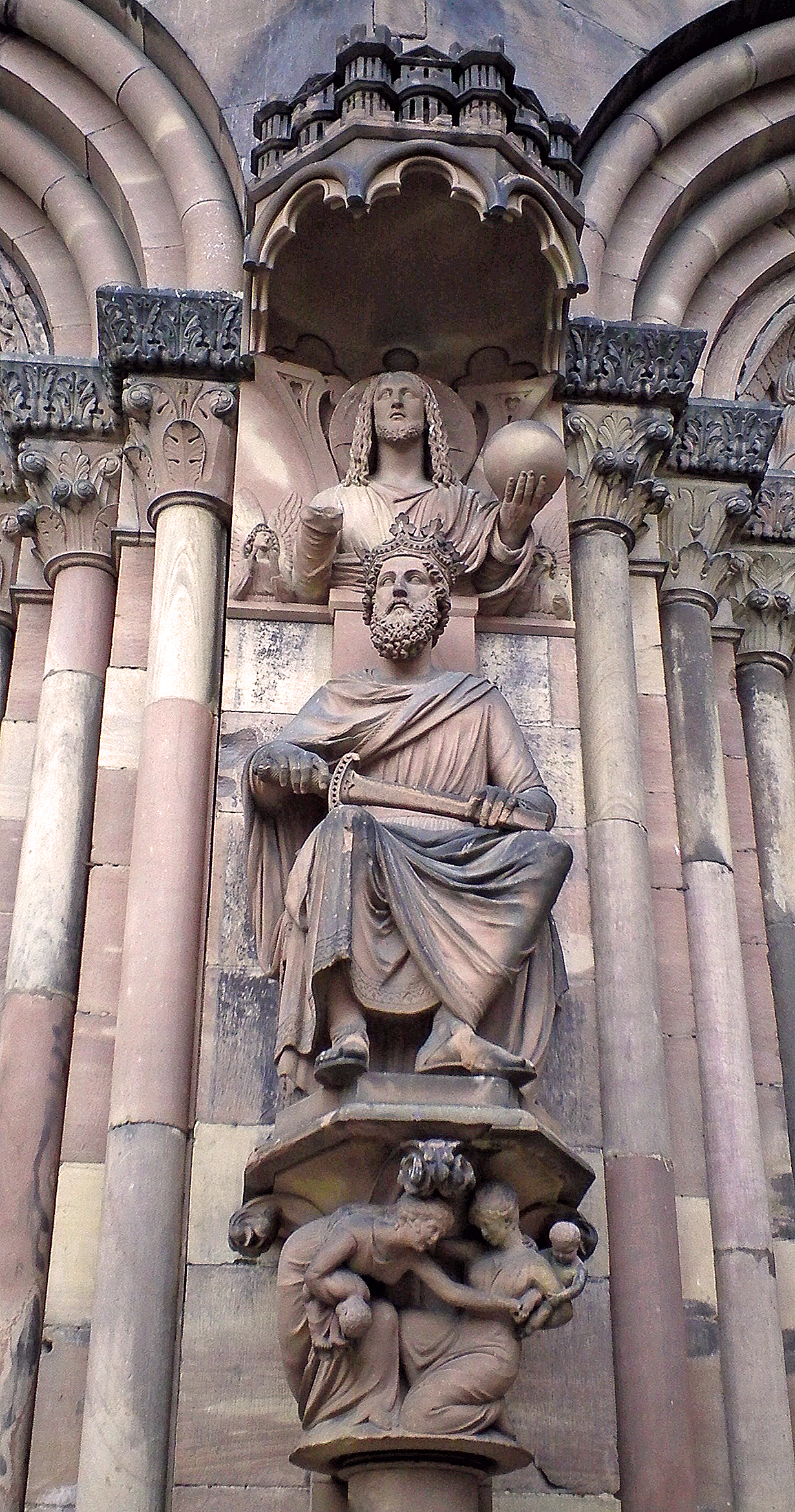
Jean Vallastre, Jugement de Salomon, portail sud de la cathédrale de Strasbourg.

Le nom de Vallastre, parfois orthographié Walastre, Vallaster ou Wallaster, est un nom d'origine rhétique qui dérive de l'expression romane « balaster » signifiant arbalète. Un « balister » est le fabricant de cette arme qui se retrouve dans le blason familial de Jean Vallastre. Ce blason se compose d'un lion et d'une arbalète.
Les ancêtres de Jean Vallastre sont originaires de la vallée de Montafon près de Bludenz, dans la région du Vorarlberg en Autriche. Michel Vallastre, son épouse Marguerite Marent et trois de leurs dix enfants quittent Bartholomäberg et la vallée de Montafon pour se fixer à Théding en Lorraine. Leurs trois enfants sont : Jean, né le 29 janvier 1681 — qui sculpte une cheminée monumentale datée de 1723 à Dourd'hal —, Christophe, né le 18 janvier 1692 et Michel, né en septembre 1694. Michel Vallastre épouse Anne Marie Arnold de Théding le 27 septembre 1724. Il est sculpteur sur bois et sculptera notamment la chaire de l'église de Welferding (détruite durant la Seconde Guerre mondiale) ainsi qu'un groupe d'anges destiné à l'église de Théding. Il meurt le 7 mars 1770.
Deux de ses trois enfants seront d'excellents sculpteurs sur bois et ébénistes d'art : Jean, né le 4 décembre 1725, et Jean-Christophe, né le 24 octobre 1729. Jean-Christophe Vallastre sera à l'origine de nombreux bahuts sculptés. Jean Vallastre sculptera l'autel et le confessionnal de l'église de Bambiderstroff. 
Jean Vallastre épouse Marguerite Pennerath (Pennerad) de Bambiderstroff et aura deux enfants, tous les deux sculpteurs statuaires : Jean (Baptiste) Vallastre, né le 5 février 1765 et Félix Vallastre (1772-1802). Jean (Baptiste) Vallastre quitte Bambidestroff pour se perfectionner dans des ateliers de sculpture en Allemagne. Puis il rentre en Lorraine et épouse Élisabeth Dieters qui meurt à Faulquemont. De ce premier mariage est issue Anne-Catherine Bernardine Joséphine. Anne-Catherine Vallastre (1795-1855), sera à son tour une sculptrice renommée. Elle sculptera notamment le buste en albâtre de Jean Mentel en 1842 (bibliothèque humaniste de Sélestat). Elle sera l'épouse du sculpteur Ignace Sichler (1798-1848). Leurs six enfants furent des artistes renommés.
Jean (Baptiste) Vallastre épouse alors Marie Aubertin de Bambiderstroff et s'installe dans ce village lorrain. De ce mariage seront issus trois autres enfants : Jean, qui sera également sculpteur, et deux filles, Christine et Wilhelmine. Jean (Baptiste) Vallastre part en 1813 avec son fils Jean en Alsace pour œuvrer à la restauration de la cathédrale de Strasbourg, pillée et saccagée par la Révolution française. Il perdra très tôt son fils. À Strasbourg, il travaillera avec les sculpteurs Étienne Malade et Philippe Grass (1801-1876) sur le grand chantier de restauration de la cathédrale. La cathédrale de Strasbourg devenue pendant la Révolution française un temple du culte de la Raison et de l'Être suprême avait connu des dommages considérables : en 1792, plus de 235 statues avaient été détruites par les iconoclastes révolutionnaires. En 1818, il est nommé sculpteur en chef de l'Œuvre de la cathédrale Notre-Dame de Strasbourg. Il sera payé quatre francs de l'heure, ce qui était alors une somme importante. Il fonde alors une école d'art de dessin et de modelage. Sa fille, Anne-Catherine Vallastre, y donne également des cours. Il meurt à Strasbourg le 31 décembre 1833 en laissant un œuvre considérable. L'école de Bambiderstroff en Moselle porte son nom.
Sa fille, Anne Catherine Bernardine Joséphine (1795-1855), sculptrice, épousera à Strasbourg le 24 juillet 1823, Ignace Sichler, sculpteur, né à Hilsenheim. Leur fils Émile Auguste sera également sculpteur.
Un extrait de notes autographes prise par le sculpteur David d'Angers (1788-1856) le décrit ainsi : « […] Il a peu d'études mais sent l'expression. C'est un ouvrier, mais un ouvrier bien religieux. Il est de taille médiocre, d'une organisation robuste, sa tête presque plus large que haute (la largeur se fait sentir surtout au-dessus des oreilles). Les yeux sont vifs, les paupières recouvertes, comme les artistes les ont ordinairement […] » - David d'Angers, Notes sur l'Allemagne, 1929 (carnets de l'artiste conservés au musée d'Angers).

## Son œuvre
- La restauration du portail principal de la cathédrale de Strasbourg : Jean Vallastre, Étienne Malade et Philippe Grass restituent le portail principal et les voussures de l'archivolte en sculptant soixante figures de groupes. Ils restaurent les bas-reliefs mutilés par les révolutionnaires (scènes de l'Ancien et du Nouveau Testament). Jean Vallastre sculpte le Christ du portail principal (d'une hauteur de 7 pieds) ainsi que les douze apôtres (d'une hauteur de 6 pieds). Il sculpte également, au-dessous de la grande rosace, le Christ justicier avec deux anges et deux prophètes.
- La restauration des portes latérales de la façade principale : Jean Vallastre y sculpte trente-deux figures d'anges et de saints.
- La restauration du portail du Jugement dernier face au palais des Rohan au transept sud : l'artiste restituera le portail en y sculptant en 1828 le buste du Christ en majesté (d'une hauteur de 7 pieds) et le groupe figurant le jugement de Salomon (le roi Salomon et les deux femmes ayant mis au monde un enfant) ainsi que le dais de grès rose symbolisant la Jérusalem céleste.
- La restauration du portail de Saint Laurent au transept nord : le groupe de quatre figures grandeur nature qui représente le martyre de Saint Laurent est le chef-d'œuvre de Jean Vallastre. Il est l'expression de la maîtrise de l'artiste et surmonte l'entrée de la chapelle Saint-Laurent de la cathédrale de Strasbourg.
- Statue équestre de Louis XIV, roi de France : sous la Restauration en 1823, Jean Vallastre sculpte la statue du roi Louis XIV portant la couronne triomphale, à cheval, tournée en direction du sud, sur la façade principale de la cathédrale Notre-Dame de Strasbourg.

Œuvres de Jean Vallastre
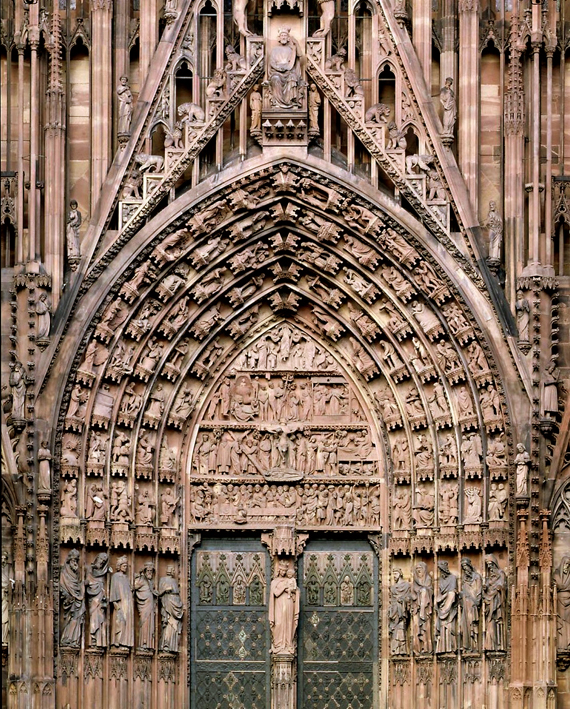
Portail principal de la cathédrale de Strasbourg.
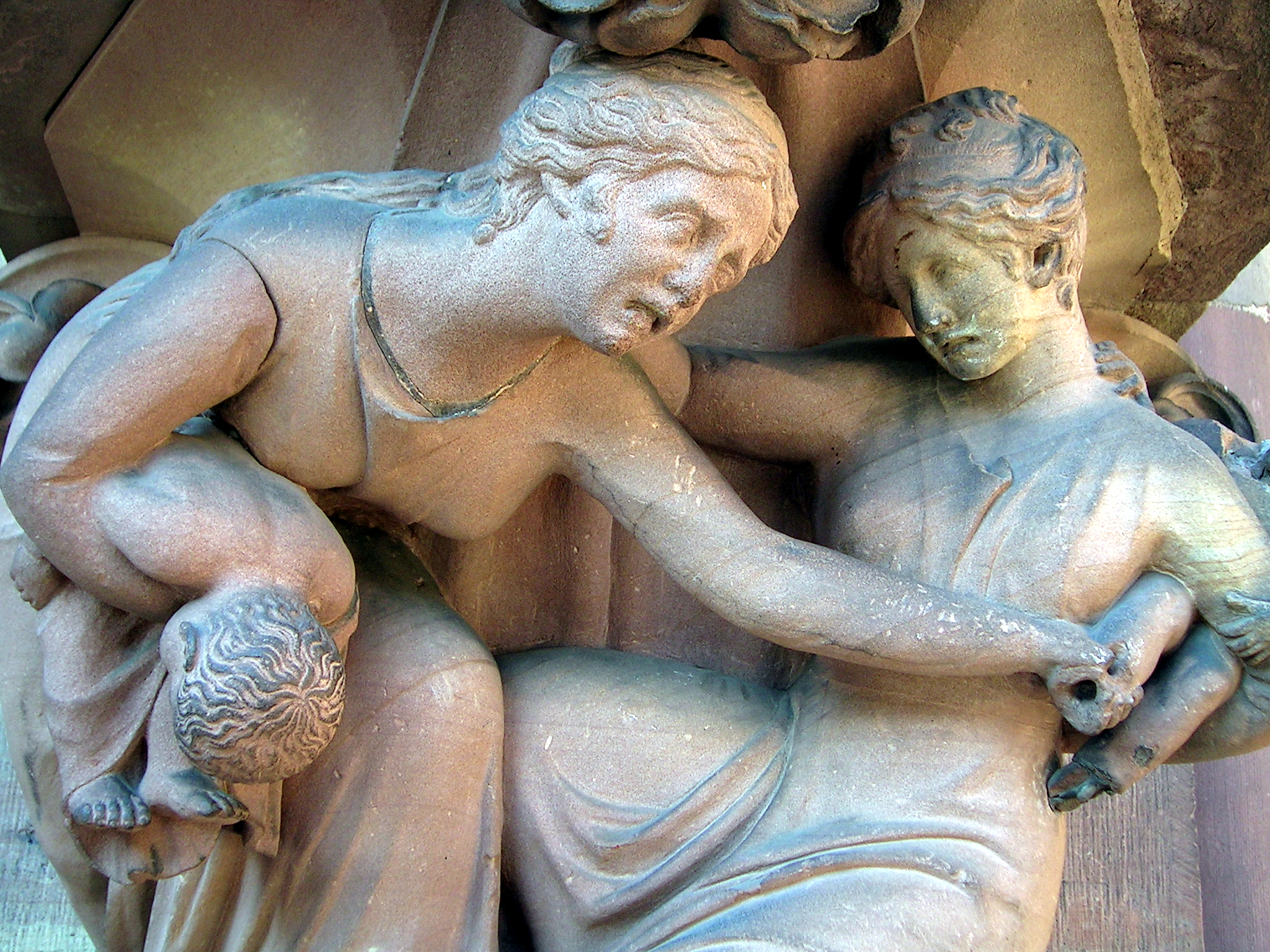
Détail du Jugement de Salomon, cathédrale de Strasbourg.
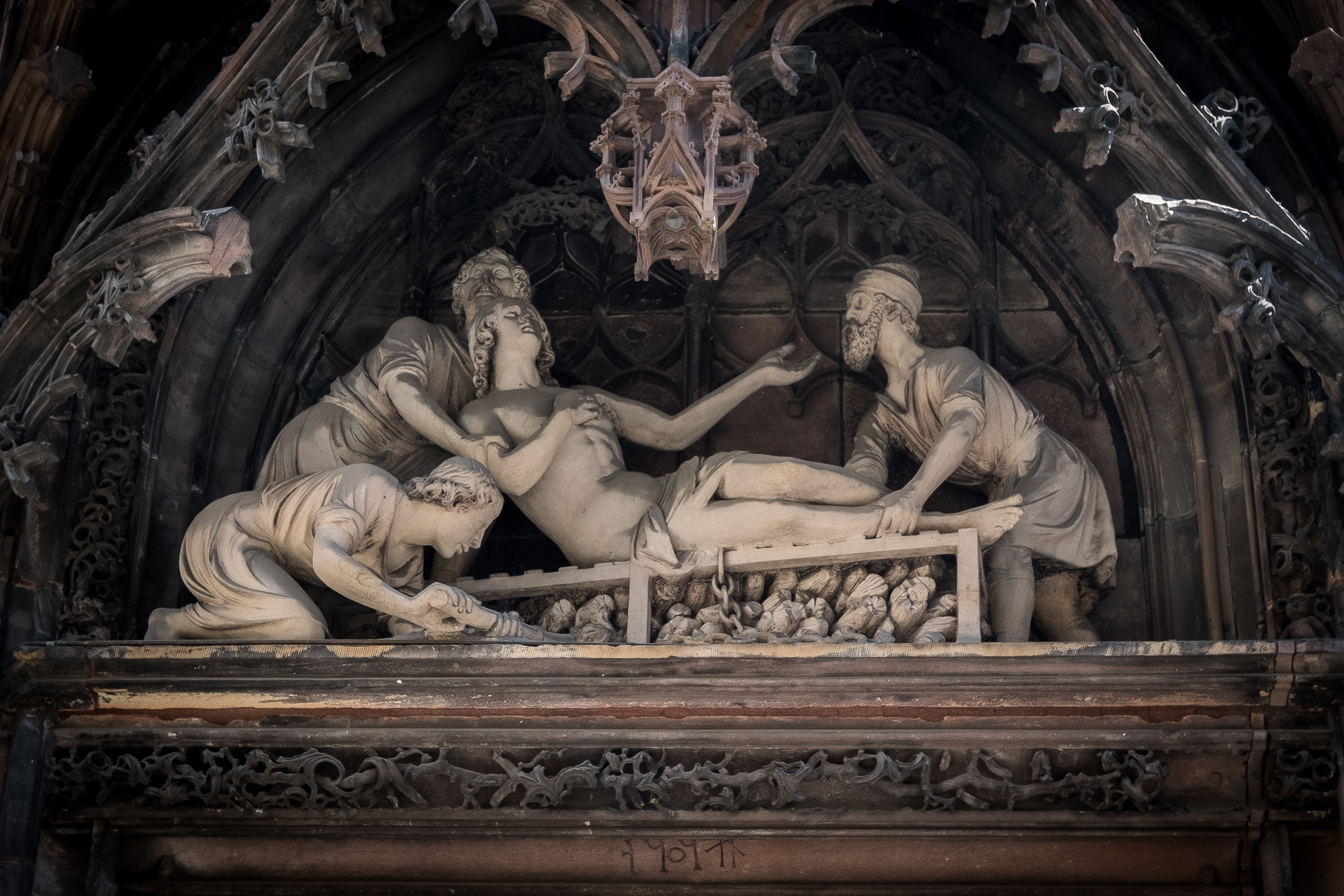
Martyre de Saint Laurent, cathédrale de Strasbourg.
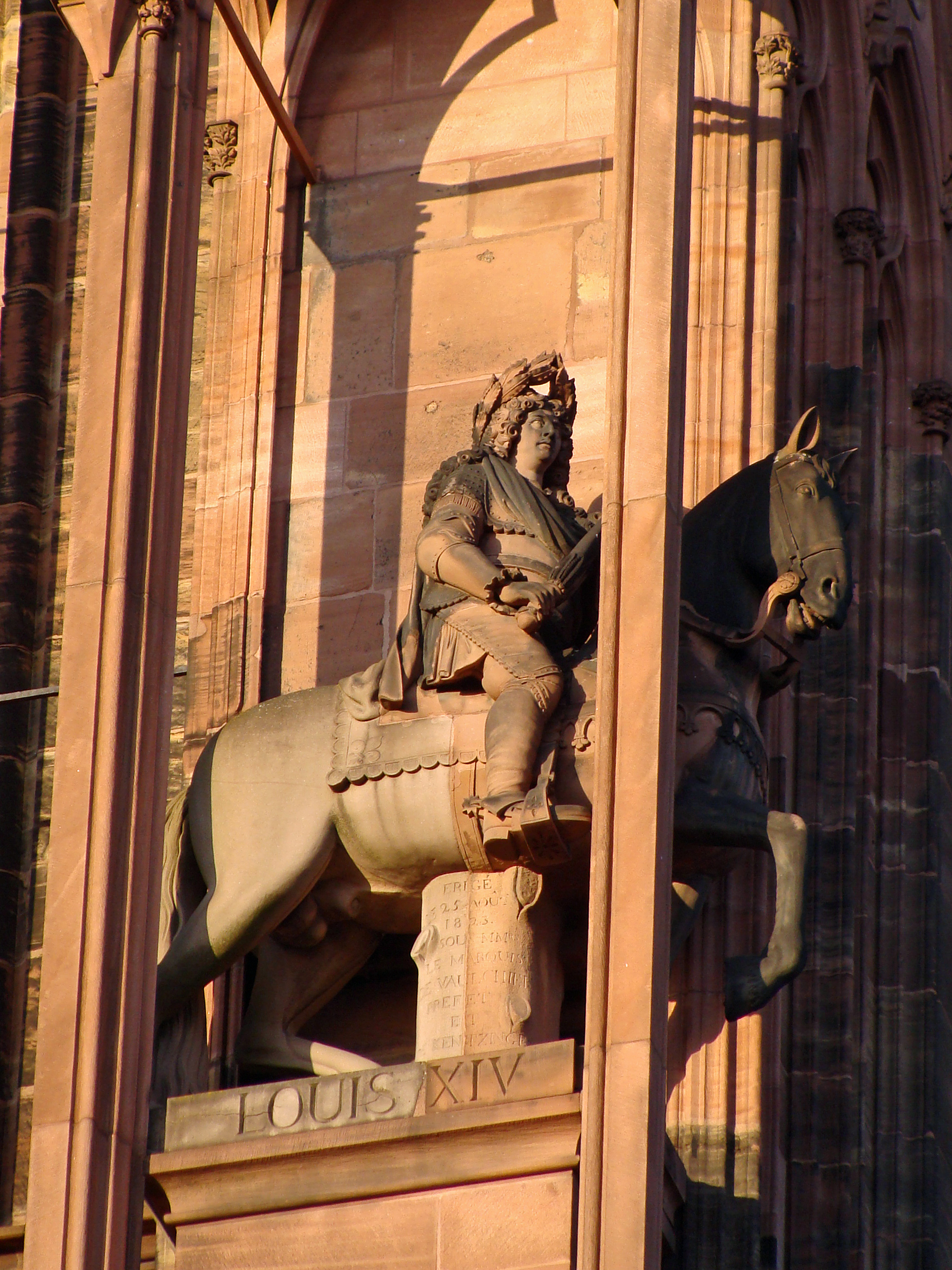
Statue équestre de Louis XIV, cathédrale de Strasbourg.